# كريستين بوث
كريستين بوث هي ممثلة كندية، ولدت في 28 أغسطس 1974 في كندا.

## أعمال

### مسلسلات
- اورفان بلاك[4]

## وصلات خارجية
- كريستين بوث على موقع IMDb (الإنجليزية)
- كريستين بوث على موقع ألو سيني (الفرنسية)
- كريستين بوث على موقع أول موفي (الإنجليزية)
- كريستين بوث على موقع قاعدة بيانات الأفلام السويدية (السويدية)
- كريستين بوث على موقع قاعدة بيانات الفيلم (الإنجليزية)
- كريستين بوث على موقع كينوبويسك (الروسية)